# Joseph Henri Marie de Prémare
Joseph Henri Marie de Prémare (Cherbourg, 1666. július 17. – Makaó, 1736. szeptember 7.) jezsuita misszionárius, sinológus.

## Élete és munkássága

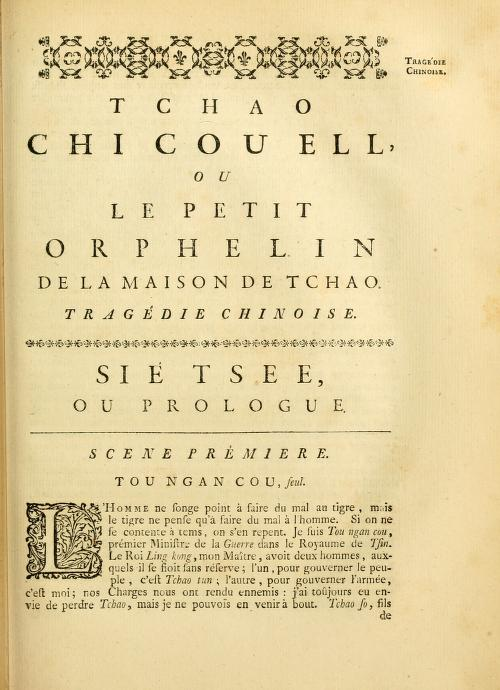
A 13. századi, A Csao (Zhao)-ház árvája (Csao si ku er (Zhao shi gu er) 趙氏孤兒) című dráma Joseph Prémare francia fordításában (1736)

Joseph Henri Marie de Prémare 1698-ban érkezett Kínába, és Kuanghszi-Csuang Autonóm Terület tartományban végezett hittérítő tevékenységet. Missziós munkája mellett összeállította művét a kínai nyelv kiejtéséről, írásáról, valamint elkészítette az első kínai nyelvtankönyvet is, amelyet annak ellenére, hogy időközben meglehetősen elavult, egészen 1831-ig rendszeresen kiadtak. Prémare volt az első európai tudós, aki különbséget tett a klasszikus és beszélt kínai nyelv között. Nyelvészeti tanulmányai mellett érdeklődést mutatott a félig beszél nyelvű Jüan (Yuan)-kori drámaszövegek iránt is. Ő tekinthető a modern tudományos sinológia kialakulását elősegítő első úttörőnek Franciaországban.

## Munkái
- Joseph Henri Prémare (translated byJ. G. Bridgman). The Notitia linguae sinicae of Premare. Printed at the office of Chinese repository, 303. o. (1847). Hozzáférés ideje: 2015. április 5.

## Fordítás
- Ez a szócikk részben vagy egészben  a   Joseph Henri Marie de Prémare című angol Wikipédia-szócikk ezen változatának fordításán alapul.  Az eredeti cikk szerkesztőit annak laptörténete sorolja fel. Ez a jelzés csupán a megfogalmazás eredetét és a szerzői jogokat jelzi, nem szolgál a cikkben szereplő információk forrásmegjelöléseként.
- Ez a szócikk részben vagy egészben  a   Joseph Henri Marie de Prémare című francia Wikipédia-szócikk ezen változatának fordításán alapul.  Az eredeti cikk szerkesztőit annak laptörténete sorolja fel. Ez a jelzés csupán a megfogalmazás eredetét és a szerzői jogokat jelzi, nem szolgál a cikkben szereplő információk forrásmegjelöléseként.